# Tłuszczakonerwiak komórkowy móżdżku
Tłuszczakonerwiak komórkowy móżdżku (dawna nazwa: rdzeniak ze zróżnicowaniem tłuszczakowatym, ang. cerebellar liponeurocytoma, lipomatous medulloblastoma) – rzadki, łagodny, nowotworowy guz móżdżku wieku dorosłego (średnia wieku zachorowania to 51 lat). Jest guzem o pośrednim stopniu złośliwości (II° według WHO). Rokowanie na ogół jest dobre. Wykazuje zróżnicowanie neuronalne-neurocytarne i adipocytarne, najczęściej lokalizuje się w półkulach móżdżku, nieco rzadziej w robaku. Po raz pierwszy został uwzględniony w Klasyfikacji WHO z 2000 roku. Wcześniej opisywany był jako lipomatous medulloblastoma, medullocytoma, lipidized medulloblastoma lub lipidized neuroectodermal tumor of the cerebellum.